# بارك كيو تشونغ
بارك كيو تشونغ مواليد 12 يونيو 1924 في شبه الجزيرة الكورية، هو لاعب كرة قدم كوري جنوبي كان يلعب في مركز الدفاع. سبق له أن لعب في كأس العالم لكرة القدم مع منتخب بلاده.

## المسيرة الاحترافية

### أندية لعب لها
- جيش جمهورية كوريا

## روابط خارجية
- بارك كيو تشونغ على موقع الاتحاد الدولي (مؤرشف)  (الإنجليزية)
- بارك كيو تشونغ على موقع ناشيونال فوتبول تيمز (الإنجليزية)
- بارك كيو تشونغ على موقع Soccerway.com (الإنجليزية)
- بارك كيو تشونغ على موقع عالم كرة القدم.نت (الإنجليزية)
- بارك كيو تشونغ على موقع أوليمبيديا (الإنجليزية)